# Col·legi Mont d’Or
Col·legi Mont d'Or va ser una institució escolar fundada el 1905 per Joan Palau i Vera a Sant Gervasi de Cassoles, a Barcelona.
Amb el funcionament de Mont d'Or Joan Palau fou pioner a implantar a Catalunya un sistema d'ensenyament inspirat en els mètodes més moderns de l'època, amb influència anglesa. Aquesta experiència va originar força interès entre els intel·lectuals del moment. En aquesta escola van treballar pedagogs com Manuel Ainaud i Sánchez, impulsor del Patronat Escolar de l'ajuntament de Barcelona, i Eladi Homs i Oller, introductor de les idees de John Dewey a Catalunya i inspirador de les primeres escoles d'estiu. Mont d'Or fou també la primera escola on es va treballar amb el mètode Montessori. A més, l'escola tenia el suport de la burgesia i la classe benestant a la ciutat comtal, i entre els que hi van assistir es troben els fills de Joan Maragall, Amadeu Hurtado i Miró o Josep Rogent.
L'escola estava dividida en tres seccions: un jardí d'infants fröbelià, un primer ensenyament amb un pla inspirat en l'obra d'Ovide Decroly i un segon ensenyament que anava dels onze als tretze anys. A més, l'escola preparava als estudiants per al batxillerat oficial i per a altres estudis. El col·legi constava d'un internat amb un reduït nombre d'alumnes, que vivien en família amb el director, i de l'externat, amb la resta d'alumnes, a mitja pensió. L'ambient era agradable, lluminós i amb decoracions artístiques.
El 1911 Palau traslladà l'escola, en règim d'internat, a ple camp, als afores de Terrassa. L'obra fou continuada a Barcelona per un grup de pares amb el nom de "Nou Col·legi Mont d'Or", sota la direcció pedagògica de Manuel Ainaud, el qual li va donar una orientació més informativa. Tots dos centres perduraren fins al 1915. Aquesta experiència en el món pedagògic va influir en els posteriors corrents escolars renovadors.